# 오하임앤컴퍼니
오하임앤컴퍼니(Oheim & Company Co. Ltd.)는 대한민국의 기업이다. 본사는 서울 서초구 서초대로 396, 21층 (서초동,강남빌딩)에 위치해 있다. 대표이사는 나형균이다.

## 같이 보기
- 스튜디오삼익

## 참고 문헌
1. ↑  김경택, 오하임앤컴퍼니, 20억 규모 자사주 취득 신탁계약, 뉴시스, 2024.06.26
2. ↑  박기영, 오하임앤컴퍼니, 최대주주 변경 첫해 '호실적' - 딜사이트, 2024.02.19
3. ↑  박기영, 오하임앤컴퍼니, 200억원 조달 성공 "해외사업 박차" - 딜사이트 2024.01.24
4. ↑  삼성증권 COMPANY UPDATE-오하임앤컴퍼니, 2023.06.15